# International Data Corporation
International Data Corporation (IDC) este o companie de cercetare și consultanță în IT, înființată în anul 1964.
Compania face parte din grupul International Data Group (IDG).
Compania are mai mult de 1.000 de analiști care furnizează date despre oportunități și tendințe din IT din 110 țări.